# ویکتور بانیکوف
ویکتور بانیکوف (روسی: Ви́ктор Макси́мович Ба́нников؛ ۲۸ آوریل ۱۹۳۸ – ۲۵ آوریل ۲۰۰۱) بازیکن و مربی فوتبال اهل اتحاد جماهیر شوروی سوسیالیستی بود.
از باشگاه‌هایی که در آن بازی کرده‌است می‌توان به باشگاه فوتبال دینامو کی‌یف و باشگاه فوتبال تورپدو مسکو اشاره کرد.
وی همچنین در تیم ملی فوتبال شوروی بازی کرده‌است.